# Nicanor (general selêucida)
Nicanor (em grego: Νικάνωρ; romaniz.: Nikanōr; m. 161 a.C.) foi um general selêucida sob o reinado de Antíoco IV Epifânio e Demétrio Sóter.
Filho de Pátroclo e um dos “amigos do rei” (II Mc VIII, 9). Após a derrota de Seron por Judas Macabeu na Batalha de Bet-Horon, Epifânio encarregou seu chanceler Lísias com a destruição da Judeia (I Mc III, 34). Nicanor foi um dos três generais comissionados por Lísias, os outros foram Ptolomeu, filho de Dorímenes, e Górgias (I Mc III, 38).